# Pegah Ahangarani
Pegah Ahangarani (in persiano: پگاه آهنگرانی; Arak, 24 luglio 1984) è un'attrice, filmmaker, blogger e attivista iraniana.
Figlia dell'attrice e regista Manijeh Hekmat e del regista Jamshid Ahangarani ha recitato in 11 film iraniani. Nel 2001 ha realizzato un documentario.

## Arresto
È stata arrestata il 27 luglio 2009 dopo le elezioni presidenziali del 2009, presumibilmente per il suo sostegno al candidato dell'opposizione Mir-Hossein Mousavi. Fu rilasciata e nuovamente arrestata il 10 luglio 2011 prima della sua viaggio in Germania come telecronista del FIFA Women's World Cup 2011 per il canale persiano della emittente tedesca Deutsche Welle.

## Filmografia
- The Singing Cat di Kambozia Partoyi (1991)
- The Girl in Sneakers di Rasul Sadr Ameli (1999)
- Women's Prison di Manijeh Hekmat (2001)
- Our Days di Rakhshan Bani-Etemad (2002)
- Maxx di Saman Moghadam (2005)
- Sweet Jam di Arezoo Petrossian (2006)
- Shirin di Abbas Kiarostami (2008)
- 3 Women di Manijeh Hekmat (2008)
- Ghatel-e Ahli di Masoud Kimiai (2016)